# Thirst (album Tankard)
Thirst – trzynasty album studyjny niemieckiego zespołu thrash metalowego Tankard wydany 19 grudnia 2008 roku przez AFM Records.

## Lista utworów[1]
1. "Octane Warriors" – 5:07
2. "Deposit Pirates" – 5:13
3. "Stay Thirsty!" – 4:39
4. "Hyperthermia" – 3:47
5. "Echoes of Fear" – 3:59
6. "When Daddy Comes to Play" – 5:34
7. "Zodiac Man" – 4:28
8. "G.A.L.O.W." – 3:50
9. "Myevilfart" – 3:50
10. "Sexy Feet Under" – 6:12

## Twórcy[1]
- Andreas Geremia – Wokal
- Andy Gutjahr – Gitary
- Frank Thorwarth – Gitara Basowa
- Olaf Zissel – Perkusja